# Amfilohije Radović
Amfilohije (en cirílico serbio: Амфилохије, nombre secular Risto Radović, en cirílico serbio: Ристо Радовић; (Bare, Morača, Reino de Yugoslavia, 7 de enero de 1938 - Podgorica, Montenegro, 30 de octubre de 2020) fue un historiador, sacerdote y profesor universitario serbio, Obispo metropolitano de Montenegro y el Litoral dependiente de la Iglesia Ortodoxa Serbia, ostentando el título de arzobispo de Cetiña. En 2011 fue nombrado por el Patriarcado Serbio como obispo para América del Sur y Central con sede episcopal en la Ciudad de Buenos Aires, Argentina.

## Biografía
Nació en Bare Radovića, en la Baja Moraca, durante el Reino de Yugoslavia. Estudió en el Monasterio y Seminario ortodoxo de San Sava y se graduó en la Facultad de Teología en Belgrado en 1962. También estudió filosofía clásica en la Universidad de Belgrado. Hablaba más de cinco idiomas, entre ellos griego, ruso, alemán, italiano y francés, también escribía en griego antiguo, latín y antiguo eslavo eclesiástico. Fue miembro de la Asociación de Escritores de Serbia y de la de Montenegro. En Atenas, completó su tesis doctoral sobre San Gregorio Palamas y obtuvo el título de doctor en teología. Fue doctor honorario de la Academia Teológica de Moscú desde 2006 y del Instituto de Teología de la Universidad Estatal de Bielorrusia desde 2008.
En el año 1985 fue nombrado obispo de Banat, en el Banato serbio, sede episcopal que ocupó hasta 1990. 
El 30 de diciembre de 1990 fue elegido para ocupar el cargo de metropolitano de Montenegro y del Litoral por parte del Sínodo del Patriarcado Serbio cuando todavía Serbia y Montenegro conformaban un país único, cargo que ostentó hasta su muerte.
El 13 de noviembre de 2007, después de que el patriarca Pablo II de Serbia (1914—2009) fuera trasladado a un centro clínico debido a su desmejorada salud, el Santo Sínodo de la Iglesia Serbia eligió a Amfilohije para llevar a cabo los deberes del patriarca ya incapacitado físicamente. El patriarca Pablo II finalmente murió el 15 de noviembre de 2009 y Amfilohije continuó su papel de guardián del Trono Patriarcal en su carácter de «Locum Tenens». Dejó de ejercer ese derecho después de la elección del obispo Irineo de Niš como nuevo patriarca, el 22 de enero de 2010.
Falleció el 30 de octubre de 2020 a los 82 años a causa de COVID-19. Se encuentra enterrado en Catedral de la Resurrección de Cristo

## Actividad de metropolita Amfilohije durante lasguerras balcánicas

### Características de supensamientonacionalista
Vladika Amfilohije, Metropolita serbio de Montenegro, es especialmente reconocido por su adhesión pública al ideario nacionalista.
Un analista del periódico La Vanguardia de España, con fecha 20 de junio de 2008, escribió en una columna de política internacional lo que se puede leer a continuación: 

«Las guerras de Milošević, con la intervención masiva de Occidente a favor de las naciones yugoslavas centrífugas, despertaron en la Iglesia Serbia un nacionalismo cada vez más agresivo. El máximo exponente de esta línea es justamente el metropolitano Amfilohije.» 

El periódico La Nación de la República Argentina, en una nota publicada el 16-11-2009, cuando describe el perfil del obispo Amfilohije en pos de suceder al difunto patriarca serbio Pavel, lo hace del siguiente modo: 

«El influyente obispo Amfilohije, (es) un nacionalista conservador conocido por su posición adversa a los estándares occidentales.».

### Su actitud frente a laguerra de Croacia
El 12 de julio de 1991 — durante el avance del ejército yugoslavo sobre Croacia — el Obispo Amfilohije recibió en el Monasterio de Cetiña a Zeljko Raznatovic, mejor conocido como Arkan, quién capitaneaba en aquellos días a un nutrido grupo de paramilitares serbios denominados Tigrovi — los tigres — llamados así por conducir ataques sorpresivos, fulminantes y de gran ferocidad. Arkan, junto a sus «combatientes», se convirtieron — en aquella época — en los «guardianes» de facto del Monasterio San Pedro de Cetiña, sede donde residía el Obispo Amfilohije.
En el otoño boreal, noviembre de 1991, Metropolita Amfilohije cruzó las fronteras de Montenegro y de su propia jurisdicción eclesiástica para seguir y arengar al ejército serbio que avanzaba hacia Croacia para perpetrar el asedio a la ciudad croata de Dubrovnik, en aquella ocasión llegó incluso a cantar con su guzla a las tropas serbias canciones folklóricas como «Mojkovačka bitka», trova que refiere a la Batalla de Mojkovac — dónde los montenegrinos se enfrentaron contra el ejército de Austria-Hungría en 1916 —. Mientras tanto las tropas serbias acantonadas procedían a bombardear la ciudad sin descanso — aquel asedio se extendió por seis meses —. También visitó a los reservistas montenegrinos de la Brigada «Veljko Vlahović» de Podgorica, a quienes les entregó crucifijos e iconos mientras les alentaba a sumarse con entusiasmo a la invasión a Croacia propiciada por el gobierno de Serbia.

### Su actitud frente a la guerra de Bosnia-Herzegovina
Durante la guerra de Bosnia-Herzegovina, el Obispo Amfilohije trabó estrecha amistad con Radovan Karadžić. Durante los años de guerra en que Karadzic se desempeñó como presidente de la República Srpska, Vladika Amfilohije lo visitaba frecuentemente y arengaba a su ejército criminal, instigándolos a proseguir la guerra hasta las últimas consecuencias. Es bien sabido que Amfilohije trabajó activamente para que las minorías serbias rechazaran el Plan de Paz de la ONU de 1993, conocido como Plan Vans-Owen. La noche que los serbios rechazaron el plan de paz, el propio obispo Amfilohije declaró que «habían sido inspirados por San Lázar» (famoso santo y héroe militar medieval serbio que luchó contra la invasión otomana) agregando: «Ellos han optado, al igual que el Santo Zar Lázar… por el reino de los Cielos» 
En este contexto político, el Obispo Serbio de Montenegro Amfilohije condecoró con la Orden Njegos, en reconocimiento al mérito por sus acciones políticas y militares en Bosnia Herzegovina a Radovan Karadžić (Presidente de la República Srpska entre los años 1992 y 1996).

## Sus actividades políticas dentro del estado Montenegrino y dentro del estado Serbio

### Su actividad política en Montenegro
Durante el Referéndum sobre la independencia de Montenegro de 2006, Amfilohije apoyó la continuación del sindicalismo serbio-montenegrino y fue una figura importante en la campaña por la unidad.
Cabe mencionar, que el persistente apoyo del Obispo Amfilohije al Estado Yugoslavo (comandado solo por Serbia en su fase final) rindió también frutos para su diócesis, puesto que en las vísperas de la disolución de Yugoslavia, el Ejército transfirió importantes inmuebles — con fecha 12 de diciembre de 2002 — a la Diócesis Ortodoxa Serbia en Montenegro, entre ellas, unos 12.500 metros cuadrados en la Isla de Cveca, una de las más bellas de la costa montenegrina y de gran valor inmobiliario; sin embargo en 2010, el gobierno de la República de Montenegro inició una revisión de aquella medida tomada por parte de las autoridades yugoslavas sin participación alguna de las autoridades montenegrinas, acción que sería impulsada por el Vice-Primer Ministro, el Sr. Vujica Lazović.
El gobierno montenegrino, particularmente después de la Independencia, siempre bregó por retirar esa pequeña capilla de aquel lugar emblemático para evitar tensiones religiosas entre ortodoxos, católicos y musulmanes, los cuales manifestaron su malestar por ese acto intempestivo.

### Su lucha religiosa en Montenegro
Del mismo modo que se opuso a la Independencia de Montenegro, también se opuso a la restauración de la antigua Metrópolis Ortodoxa de Montenegro, cuyos líderes fueron los ancestrales Príncipes Obispos que gobernaron Montenegro por un período de algo más de dos siglos, los cuales fueron independientes tanto del Patriarcado Serbio, como del Patriarcado de Constantinopla (ambos bajo el dominio Otomano), esta sucesión de Obispos Príncipes gobernarían hasta mediados del siglo XIX, constituyéndose como la última teocracia europea — a excepción del Vaticano —.
La Iglesia Ortodoxa Montenegrina, se restauró en 1993, unos trece años antes de la Independencia de Montenegro, por parte del entonces Archimandrita Antonije (Abramović), fallecido en 1997. Luego fue sucedido por el Padre Mihailo, quien sería consagrado Obispo en Bulgaria en marzo de 1998, regresando pocos días después a Montenegro para continuar con la restauración de la Iglesia Montenegrina. El Obispo serbio de Montenegro, Vladika Amfilohije, se opuso con vehemencia al restablecimiento de la antigua Iglesia Montenegrina, en unas declaraciones publicadas el 29-12-1993 por el prestigioso diario español ABC, se puede leer la siguiente declaración de Amfilohije: 

«Los montenegrinos (en referencia a la Iglesia Ortodoxa Montenegrina) son una invención atea del Vaticano que no saben ni decir la oración del Señor.» 

 Otra nota publicada por la BBC, hace una descripción de la oposición del Obispo Amfilohije acerca del resurgimiento de la Iglesia Ortodoxa Montenegrina.
La Iglesia Serbia en Montenegro, liderada por Amfilohije, se ha negado sistemáticamente a inscribirse en el Registro de Cultos de Montenegro hasta el presente (Sept. 2012), puesto que evita realizar cualquier acto jurídico tendiente a reconocer a Montenegro como un Estado Soberano, por tanto argumenta que estando la Iglesia Serbia presente en la región por siglos, es innecesario inscribirse en dicho Registro.
Este particular Obispo Serbio, prosigue su estrategia de ignorar a las autoridades de Montenegro a través de intentos de obstaculizar el ejercicio de la autoridad del Estado sobre los asuntos de la propiedad de la Iglesia, y así construir un Estado dentro del Estado, negándose a colaborar con el «Buró para la Protección de Monumentos Culturales de la República» arguyendo que «no acepta ser un instrumento de cualquier organización necrofílica…de espíritu pagano que busca la pequeña ganancia».

### Su actividad política en Serbia
El mismo Comité de Helsinki, en el año 2003, publica un informe intitulado Las aspiraciones políticas de la Iglesia Ortodoxa Serbia, en dicho informe se hace una dura descripción sobre Metropolita Amfilohije: 

«Lo que caracteriza esencialmente al compromiso político de Amfilohije (Radovic) es un nacionalismo radical, que conduce al odio extremo, y que vira hacia una indecencia básica y hacia la vulgaridad.» 

Una de las actitudes de cierta prudencia política, fue cuando en 2004 intercedió para impedir que unos manifestantes incendiaran una Mezquita en Belgrado diciéndoles: 

«No hagan maldades como ellos (refiriéndose a los albaneses islámicos), para no ser nosotros también malditos, ya que nosotros somos el pueblo de Dios.» 

### Lucha contra las minorías sexuales
Otra faceta de Metropolita Amfilohije, es su virulencia contra las minorías sexuales tanto en Serbia como en Montenegro; en un reportaje que fuese realizado días antes del Gay Parade de Belgrado en octubre de 2010, y reproducido también por un Web Site de la Iglesia Ortodoxa Rusa, el Obispo Amfilohije ante la pregunta: ¿Considera que el desfile gay previsto, debería tener lugar en las calles de Belgrado?, y en caso contrario, ¿solicitará la intervención de los órganos estatales para evitar la manifestación?, él respondió de una manera que podría interpretarse como una velada amenaza, máxime teniendo en cuenta los graves incidentes que se sucederían durante aquella jornada: 

«De todo lo que he dicho anteriormente se deduciría que creemos que el desfile gay en las calles de Belgrado, así como en otras ciudades, es inadmisible, que estas palabras sean recibidas — ante todo — como un llamado a los participantes del desfile gay a fin de cesar con su propaganda agresiva, lo cual es peligroso también para sí mismos, puesto que puede provocar una agresión similar en los otros. Esto también es un llamamiento a los organismos estatales, para direccionar a estos grupos a buscar otros medios para la obtención de derechos que ellos sienten que son objeto de discriminación.»